# LÉ Róisín (P51)
LÉ Róisín (P51) je hlídková loď třídy Róisín irského námořnictva. Domovskou základnou plavidla je ostrov Haulbowline v hrabství Cork.

## Stavba
Plavidlo postavila anglická loděnice Appledore Shipbuilders v Appledore v Devonu. Objednáno bylo v prosinci 1997. Byla spuštěna na vodu 13. září 1999 a do služby vstoupila 15. prosince 1999.

## Konstrukce
Výzbroj tvoří jeden 76mm kanón OTO Melara Compact, dva 20mm kanóny Rheinmetall Rh 202 a dva 12,7mm kulomety M2 Browning. Osobní zbraně posádky tvoří pistole ráže 9 mm a kulomety ráže 7,62 mm. Plavidlo nese tři rychlé inspekční čluny RHIB – dva o délce 6,5 m a jeden o délce 5,4 m. Pohonný systém tvoří dva diesely Wärtsilä 16V266, každý o výkonu 6 700 hp, pohánějící prostřednictvím dva převodovek dva lodní šrouby se stavitelnými lopatkami John Crane-Lips. Manévrovací schopnosti zlepšuje příďové dokormidlovací zařízení se stavitelnou lopatkou Brunvoll FU 45 o výkonu 450 hp. Nejvyšší rychlost je 23 uzlů. Dosah je 6 000 námořních mil při rychlosti 15 uzlů.